# Manuel Jacaré
Manuel Olímpio Meira (Fortaleza, 1903 — Rio de Janeiro, 1942), também conhecido como Manuel Jacaré, foi um jangadeiro cearense que liderou Mestre Jerônimo (Jerônimo André de Souza), Tatá (Raimundo Correia Lima) e Manuel Preto (Manoel Pereira da Silva), numa viagem na Jangada São Pedro entre Fortaleza, de onde partiu na Praia de Iracema, até o Rio de Janeiro, na época capital do Brasil, para levar a Getúlio Vargas, as reivindicações dos pescadores.

## Biografia
Antes do início da viagem, Manuel Jacaré foi alfabetizado pela professora Lyrisse Porto. Os recursos para a viagem foram angariados pela Associação de São Pedro, entidade religiosa que prestava assistência às famílias dos pescadores, que juntamente com Fernando Pinto, presidente do Jangada Clube, que também ficava na Praia de Iracema, uma campanha para obter fundos para a realização da viagem, o que possibilitou a construção da jangada, a compra de mantimentos, além de recursos para assistir suas famílias durante a jornada.
Na época, foi preciso obter autorização para a viagem, que recebeu apoio do jornalista Austregésilo de Athayde que escreveu uma matéria apaixonada intitulada "Deixem vir os jangadeiros".
A viagem iniciou-se no dia 15 de setembro de 1941, e foram necessários 61 dias para cumprir um percurso de 2500 km. A chegada na Baía de Guanabara ocorreu no dia 15 de novembro, data da Proclamação da República no Brasil.

Durante a viagem, os pescadores pararam em diversas cidades no litoral, eventos que repercutiam na imprensa. A edição de 12 de novembro de 1941, do jornal carioca Diário da Noite, relatou um fato curioso em entrevista com o próprio Jacaré:
| “ | Na hora das bebidas, quando levantaram as taças pra nós, um doutor perguntou quem estava escrevendo o diário de bordo. Eu disse que era eu. E ele bebeu a cerveja e disse: - Salve o Pero Vaz de Caminha da jangada! Eu fiquei intrigado: Salve quem homem? E ele tornou a repetir: - Pero Vaz de Caminha! Aí o Tatá emendou: - Esse não veio não Senhor... | ” |

O fato teve repercussão nacional e os viajantes foram recebidos com louvor ao chegarem à então capital brasileira, onde se encontraram pessoalmente com o Presidente, Getúlio Vargas.
Os jangadeiros queriam chamar a atenção para a situação que enfrentavam, em que cerca de 35 mil pescadores do Ceará não tinham direito à assistência do Instituto de Aposentadoria e Pensão dos Marítimos e outros direitos trabalhistas. Além disso, reclamavam uma regulamentação mais justa de sua relação com os proprietários de jangadas  .
A edição de 08 de dezembro de 1941 da revista estadunidense Time publicou o fato por meio de um artigo intitulado "Four Men on a Raft" (Quatro Homens numa Jangada), reproduzindo toda a odisseia dos três brasileiros.
Em 18 de dezembro de 1941, foi editado o Decreto-Lei n.º 3.832, que concedeu aos pescadores artesanais direitos trabalhistas e à aposentadoria.
Em 1942, o cineasta norte-americano Orson Welles veio ao Brasil fazer um filme com a história dos pescadores. Infelizmente, durante as filmagens, Manuel Jacaré caiu da jangada e seu corpo desapareceu no mar, razão pela qual o filme nunca foi concluído.
Em 1982, a película foi encontrada e, em 2004, foi lançado um documentário sobre a história dos pescadores e do filme de Orson Welles, com o título de "Cidadão Jacaré", dirigido por Firmino Holanda e Petrus Cariry, .

## Ligações Externas
- Eduardo Bueno fala sobre Manoel Jacaré